# 善阿弥
善阿弥（ぜんあみ、元中3年/至徳3年（1386年）? - 文明14年（1482年）?）は、室町時代の庭師。河原者という被差別身分の出身ながら、室町幕府の8代将軍足利義政に重用された。生年は、没時に97歳とあることからの推測で、明徳4年（1393年）とも。

## 経歴
永享年間に四条河原に拠点を持つ河原者で庭師として室町幕府の6代将軍足利義教にも気に入られていた虎菊という人物を善阿弥の前身であるとする説がある（元中3年/至徳3年が寅年であるからの推測）。
善阿弥作と伝えられるものに、長禄2年(1458年)の相国寺蔭涼軒、寛正2年(1461年)の花の御所泉殿、その翌年の高倉御所泉水、文正元年(1466年)の相国寺山内睡隠軒がある。応仁の乱の最中は奈良に移り、興福寺大乗院なども手掛けた。
興福寺中院の作庭においての待遇は「毎日三十疋、引物二千疋、手の物十一人、毎日人別二十疋宛、引物惣中五百疋」というものだった（『経覚私要鈔』）。睡隠軒の作庭を見た季瓊真蘂は「少岳を築るを見る。善阿の築く所、その遠近峯礀、尤も奇絶たるなり。これに対するに飽かず。忽然として帰路を忘るなり。」と賞賛した。晩年の善阿弥が病床に伏した際には、義政は使者を遣わして見舞い、高貴な薬を届けたという。
子の小四郎らも庭師として仕え、慈照寺（銀閣寺）の庭園は彼の子の二郎、三郎、および彼の孫の又四郎による作品である。善阿弥などの作庭に携わった者や、作業を行った熟練した技術を持つ河原者たちを、特に山水河原者とも称する。

## 関連作品
- 『花の乱』（1994年、NHK大河ドラマ、演：高品格→織本順吉）
- 『室町無頼』（2025年、演：浅田祐二）